# 4 octobre 1936
Le dimanche 4 octobre 1936 est le 278e jour de l'année 1936.

## Naissances
- İoanna Kuçuradi, philosophe turque
- Adrien Giraud, personnalité politique française
- Christopher Alexander, anthropologue et architecte anglais d'origine autrichienne
- Cynthia McLeod, écrivain surinamien
- Dick Rosmini (mort le 9 août 1995), musicien américain
- Hannu Salama, écrivain finlandais
- Jean Valmont (mort le 13 février 2014), acteur français
- John Albert Knebel, politicien américain
- Saburō Kitajima, chanteur, parolier et compositeur japonais
- Thomas Winding (mort le 4 juillet 2008), scénariste et acteur danois

## Décès
- Jesse I. Straus (né le 25 juin 1872), Ambassadeur des États-Unis en France de 1933 à 1936
- Paul Pourteyron (né le 30 mars 1846), personnalité politique française
- Wilhelm Meyer-Lübke (né le 30 janvier 1861), philologue suisse

## Événements
- une manifestation de la British Union of Fascists affronte des antifascistes lors de la bataille de Cable Street à Londres